# O krok (singel)
O krok – piosenka i singel promocyjny Pustek. Singel został wydany 12 października 2015 przez Agorę. Piosenka pochodzi z albumu Wydawało się, tj. zestawu podsumowującego dotychczasową działalność muzyczną grupy. Na płycie jest pierwsza z kolei. Utwór w listopadzie 2015 trafił do jesiennego spotu telewizji TVN.

## Notowania
- Uwuemka: 1[3]
- Lista Przebojów Radia Merkury: 4[4]
- Lista Przebojów - Radio Victoria: 18[5]
- Lista Przebojów Trójki: 4[6]

## Nagrody i wyróżnienia
- "Najlepsze polskie piosenki 2015" wg portalu T-Mobile Music: miejsce 12[7]